# Svarthuvad drillfågel
Svarthuvad drillfågel (Lalage melanoptera) är en fågel i familjen gråfåglar inom ordningen tättingar, förekommande på Indiska subkontinenten.

## Utseende och läte
Svarthuvad drillfågel är en 18 centimeter lång grå, vit och svart fågel. Hanen har skiffergrått huvud och bröst samt blekgrå mantel. Honan har vitaktigt ögonbrynsstreck, tvärstrimmig vit undersida och blekgrå rygg och övergump som kontrasterar med svart stjärt. Underarten sykesi i södra Indien och Sri Lanka är rätt distinkt med svartare huvud, vit istället för grå buk, grått på övre delen av de centrala stjärtpennorna samt generellt mindre storlek med kortare stjärt. Fågeln är mestadels tystlåten, men har en sång bestående av en serie klara och mjuka, visslade toner.

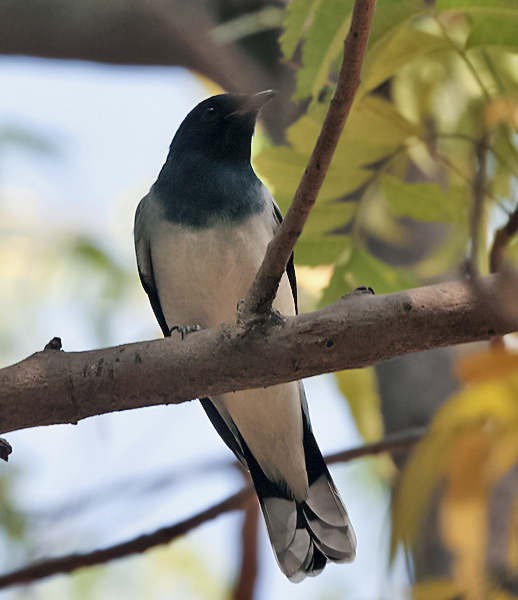
Hane.

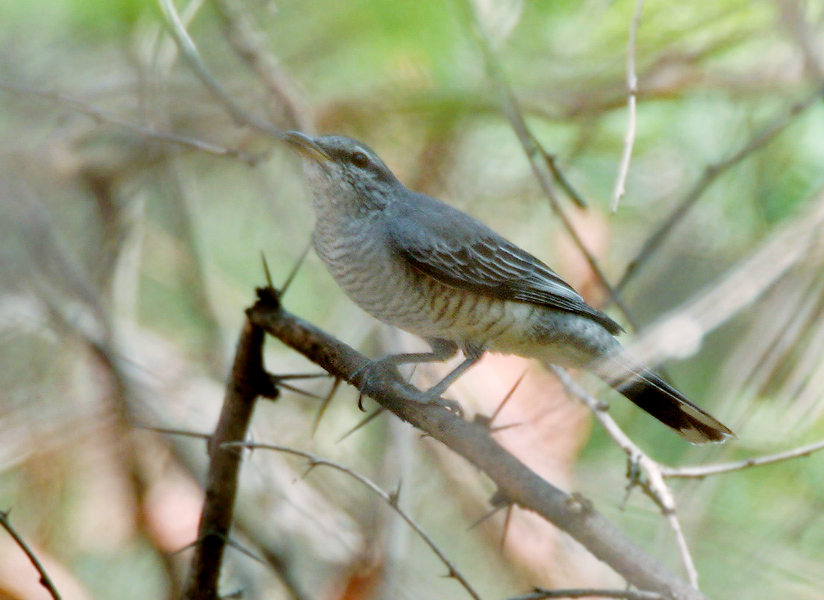
Hona.

## Utbredning och systematik
Svarthuvad drillfågel delas in i två underarter med följande utbredning:
- Lalage melanoptera melanoptera – häckar i norra Indien (norra Punjab och (tidigare benämnda) United Provinces (Uttarakhand och Uttar Pradesh)), flyttar till Myanmar
- Lalage melanoptera sykesi – förekommer i södra Indien och Sri Lanka

Underarten sykesi kan möjligen utgöra en egen art. Fågeln har tidigare behandlats som samma art som svartvingad drillfågel (Lalage melaschistos) eller sundadrillfågel (Lalage fimbriata).

### Släktestillhörighet
Tidigare placerades arten i släktet Coracina, men genetiska studier visar att det släktet är parafyletiskt iförhållande till Lalage och Campephaga. Detta har lett till taxonomiska förändringar, bland annat genom att en handfull arter flyttats till Lalage.

## Levnadssätt
Svarthuvad gråfågel hittas i öppen skog, snårig djungel och bambustånd, men även i trädgårdar, fruktodlingar och häckar. Den lever mestadels av insekter, framför allt fjärilslarver, men tar också frukt som fikon och Lantana. Fågeln häckar mellan juni och september i norra Indien och Nepal, juni och augusti i centrala Indien, april och maj i södra Indien och mars till maj i Sri Lanka. Arten är delvis flyttfågel, där framför allt populationen i Nepal flyttar söderut.

## Status och hot
Arten har ett stort utbredningsområde, men tros minska i antal, dock inte tillräckligt kraftigt för att den ska betraktas som hotad. Internationella naturvårdsunionen IUCN listar arten som livskraftig (LC). Världspopulationen har inte uppskattats men den beskrivs som fåtalig i Nepal, lokalt ganska vanlig i Indien samt ovanlig och lokalt förekommande i Sri Lanka.

## Namn
Fågeln kallades tidigare svarthuvad gråfågel, men blev tilldelat nytt svenskt trivialnamn efter DNA-studier som visar att den är den del av drillfåglarna.